# SALBIA
SALBIA（サルビア）は、山口・広島を拠点に活動する3人組ダンス＆ボーカルユニット。2009年結成。
活動開始からわずか半年で『avex STARZ AUDITION2009』において応募総数800組の中からファイナリスト5人へと勝ち上がる。ユニット名は「山口県の県花である『サルビアの花』に由来しており、地元から夢の花を咲かせたい。」という想いが込められている。

## 来歴
2009年に山口県岩国市にあるボーカル＆ダンススクール IMS に通う生徒で結成されたユニット。ヒップホップユニットTHE ROYAL CROWN（ザ・ロイヤル・クラウン）のSyngenが務める。振付や演出はKento Moriとも関係が深いIMSのダンスインストラクターKACCHAN。
初期メンバーはSARY,LARISSA,AIの3人だった。結成から半年後にavex STARZ AUDITONに参加し、広島大会を通過。その頃にメンバーのAIが脱退。その後に加入したのがRISAである。STARZ AUDTIONの本大会予選を新生の3人で勝ち上がり見事ファイナリスト5組としてSHIBUYA-AXにてLIVEを披露した。
その後はプロデューサーであるSyngenがレーベル運営として参加する DECCI ENTERTAINMENT とインディーズ契約。2010年6月に配信シングル『GIFT』でデビュー。
2011年5月にはオンラインゲームKAROS ONLINE の公式テーマソング『Nite & Day』をリリースする。
その他、これまでにない面白いプロモーション方法が話題を呼んだ。
- 無料写真素材『足成』モデルリリース
- Crazy Crepesプレゼントキャンペーン

## メンバー
- SARY（シンガー）
ドミニカと日本のmix。山口県岩国市出身。5歳までアメリカで過ごした後日本で生活。幼少の頃から歌うことが大好きで、2008年に初めて参加した『a-motion'08』では約8000名の中からファイナルの12名へと勝ち上がる。2009年に初めて立ったステージでSyngenと出会い『Distance feat.SARY』として配信シングルをリリース。楽曲が徐々に話題を呼び、ヒップホップ系着うたサイトHIP HOP-DLで24周連続1位を獲得する。
- LARISSA（RAP/ダンス）
ブラジルと日本のmix。広島県広島市出身。幼少の頃よりダンスに目覚め地元のダンススクールに通い始める。以後、地元広島のクラブで多くのステージに立ち、2009年にSALBIAを結成。ダンスの振付や楽曲ではRAPを担当する。
- RISA（シンガー/ダンス）
山口県岩国市出身。山口美少女図鑑のモデルとしてVOL.1に掲載。2010年1月にSALBIAに参加。それまでは地元の祭りなどでダンスを披露したことはあったものの、SALBIAとして参加したSHIBUYA-AXの舞台が初ステージとなる。SALBIAに参加後、歌を勉強し始めた。持ち前の愛らしいルックスでカラーコンタクトのモデルとしても活動。

## ディスコグラフィー

### 配信シングル
- GIFT（2010年6月4日）

### ソロ作品
- SARY
  - Distance feat.SARY（2009年3月25日）